# Xuân Nộn
Xuân Nộn là một xã cũ thuộc huyện Đông Anh, thành phố Hà Nội, Việt Nam.

## Địa lý
Xã Xuân Nộn nằm ở phía bắc của huyện Đông Anh, có vị trí địa lý:
- Phía đông giáp xã Thụy Lâm
- Phía tây giáp xã Nguyên Khê
- Phía nam giáp thị trấn Đông Anh và các xã Uy Nỗ, Việt Hùng
- Phía bắc giáp huyện Sóc Sơn.

Xã Xuân Nộn có diện tích 10,88 km², dân số năm 2022 là 16.378 người, mật độ dân số đạt 1.505 người/km².

## Hành chính
Xã Xuân Nộn được chia thành 6 thôn: Đình Trung, Đường Nhạn, Đường Yên, Kim Tiên, Lương Quy, Xuân Nộn và khu dân cư Chợ Kim.

## Lịch sử
Đầu thế kỷ XIX, khu vực xã Xuân Nộn hiện nay thuộc tổng Cổ Loa, huyện Đông Ngàn, phủ Từ Sơn, trấn Kinh Bắc. Lúc bấy giờ, xã Xuân Nộn được chia thành 5 xã: Đường Yên, Lương Quy, Nhạn Tái, Xuân Nộn và Kim Tiên.
Ngày 17 tháng 6 năm 1949, Ủy ban kháng chiến hành chính liên khu I ban hành Quyết định số 361/PC/2 về việc hợp nhất một phần xã Đào Nguyên, một phần xã Phúc Tiến, một phần xã Liên Hiệp thành một xã Phúc Nguyên. Lúc bấy giờ, khu vực xã Xuân Nộn thuộc xã Phúc Nguyên, huyện Đông Anh, tỉnh Phúc Yên.
Ngày 10 tháng 11 năm 1949, Ủy ban kháng chiến hành chính liên khu I ban hành Quyết định số 968/PC/2 về việc đổi tên xã Phúc Yên thành xã Tự Do.
Ngày 20 tháng 4 năm 1961, Quốc hội ban hành Nghị quyết về việc sáp nhập xã Tự Do vào thành phố Hà Nội quản lý.
Ngày 31 tháng 5 năm 1961, Hội đồng Chính phủ ban hành 78-CP. Theo đó, xã Tự Do thuộc huyện Đông Anh, thành phố Hà Nội quản lý.
Tháng 10 năm 1965, đổi tên xã Tự Do thành xã Xuân Nộn.
Ngày 13 tháng 10 năm 1982, Hội đồng Bộ trưởng ban hành Quyết định số 173-HĐBT về việc thành lập thị trấn Đông Anh trên cơ sở một phần diện tích tự nhiên và dân số của xã Xuân Nộn.